# Marstemgau
Der Marstemgau oder Marstengau, Merstem war ein mittelalterlicher Gau im sächsischen Engern. Er lag westlich und südlich von Hannover und umfasste das Calenberger Land bis zum Steinhuder Meer. Südlich grenzten der Gudingau, westlich der Bukkigau, östlich der Loingau sowie der Gau Astfala und nördlich der Grindergau an. Seit den Sachsenkriegen Karls des Großen um 800 gehörte der Marstemgau zum Bistum Minden und gliederte sich in die Archidiakonate Pattensen und Wunstorf.

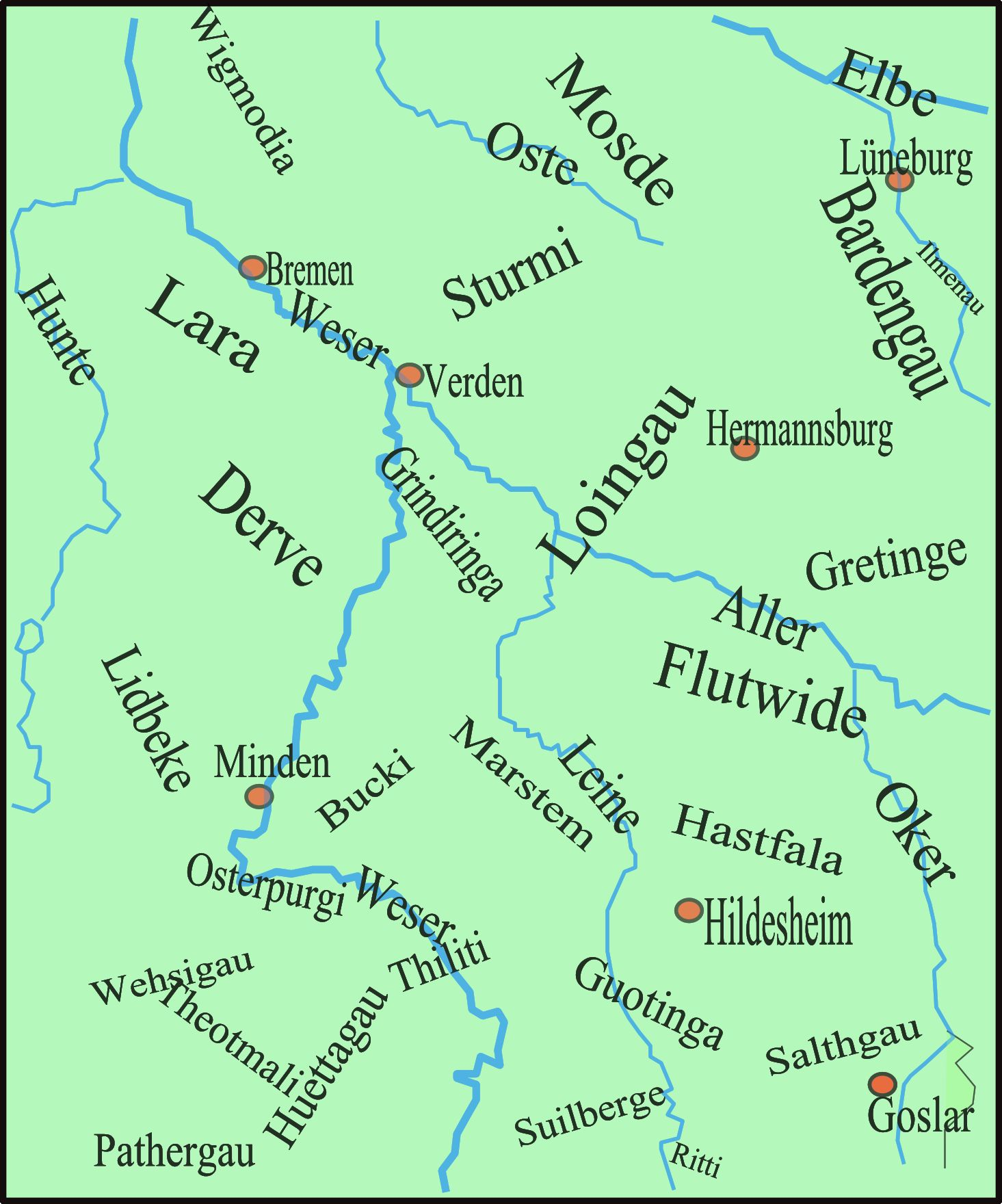
Marstemgau („Marstem“) und die umgebenden Gaue im Stammesherzogtum Sachsen um 1000

Die Grafenrechte lagen in den Jahren 955 bis 1106 in den Händen der Billunger. Anfang des 12. Jahrhunderts lagen sie bei den Grafen von Schwalenberg. Danach gingen sie auf die Grafen von Roden über.